# 姉女房
姉女房（あねにょうぼう）は、夫よりも年長の妻のこと、また、そのような婚姻をしている夫婦のことである。姉さん女房（あねさんにょうぼう）ともいう。

## 概要
日本はかつて男子の結婚年齢が低く、夫よりも年長である妻は世故に長け、家の切り盛りが上手であるともされていた。
姉女房を表す方言は、以下の通り。
- 東北地方：「ヘラマシ」「イッポンベラ（1歳年上の妻）」「ニホンベラ（2歳年上の妻）」
- 関西地方：「オヒニョウボウ」
- 九州地方：「イギヤマシ」
- 沖縄地方：「シイザトジ」

「年上の女房は金のわらじを履いてでも探せ」「姉女房は身代の薬」「姉女房は倉建てる」などの諺もある。
妻が年上の夫婦は妻が年下の夫婦に比べ末永く夫婦円満で長続きする傾向にあるという調査結果がある。
厚生労働省が初婚夫婦を対象に行った2013年の調査では、全体の約4分の1が妻が年上で、それほど珍しくもなくなっている。